# The Eyes of Alice Cooper
The Eyes of Alice Cooper utkom den 23 september 2003 och är ett studioalbum där Alice Cooper återgår till sin klassiska rockstil, jämfört med de två föregående albumen som hade en industrial metal-stil.

## Låtlista
1. "What Do You Want From Me?" - (Cooper/Dover/Reid) – 3:24
2. "Between High School & Old School" - (Cooper/Dover/Roxie) – 3:01
3. "Man Of The Year" - (Cooper/Dover/Roxie) – 2:51
4. "Novocaine" - (Cooper/Dover/Roxie) – 3:07
5. "Bye Bye, Baby" - (Cooper/Dover/Roxie) – 3:27
6. "Be With You Awhile" - (Cooper/Dover) – 4:17
7. "Detroit City" - (Cooper/Garric/Roxie) – 3:58
8. "Spirits Rebellious" - (Cooper/Dover/Roxie) – 3:35
9. "This House Is Haunted" - (Cooper/Dover/Roxie) – 3:30
10. "Love Should Never Feel Like This" - (Cooper/Dover/Roxie) – 3:32
11. "The Song That Didn't Rhyme" - (Cooper/Dover/Roxie) – 3:17
12. "I'm So Angry" - (Cooper/Dover/Roxie) – 3:36
13. "Backyard Brawl" - (Cooper/Dover/Roxie) – 2:36